# 3426 Seki
3426 Seki (1932 CQ) là một tiểu hành tinh vành đai chính được phát hiện ngày 5 tháng 2 năm 1932 bởi K. Reinmuth ở Heidelberg.